# روزا ماردر
روزا ماردر (انگلیسی: Rosa Mayreder; ۳۰ نوامبر ۱۸۵۸ – ۱۹ ژانویهٔ ۱۹۳۸) نویسنده نقاش و موسیقیدان اهل اتریش بود. او دختر فرانتس آرنولد اوبرمایر و همسر دوم وی ماری است. روزا ۱۲ برادر و خواهر داشت و اگر چه پدر محافظه‌کار وی اعتقادی به آموزش رسمی فرزندان دخترش نداشت، اما او به صورت استثنا دروس یونانی و لاتین را از یکی از برادرانش فرا گرفت. روزا همچنین آموزش‌های خصوصی در زمینهٔ زبان‌های فرانسه، نقاشی و پیانو دریافت نمود

## نگارخانه

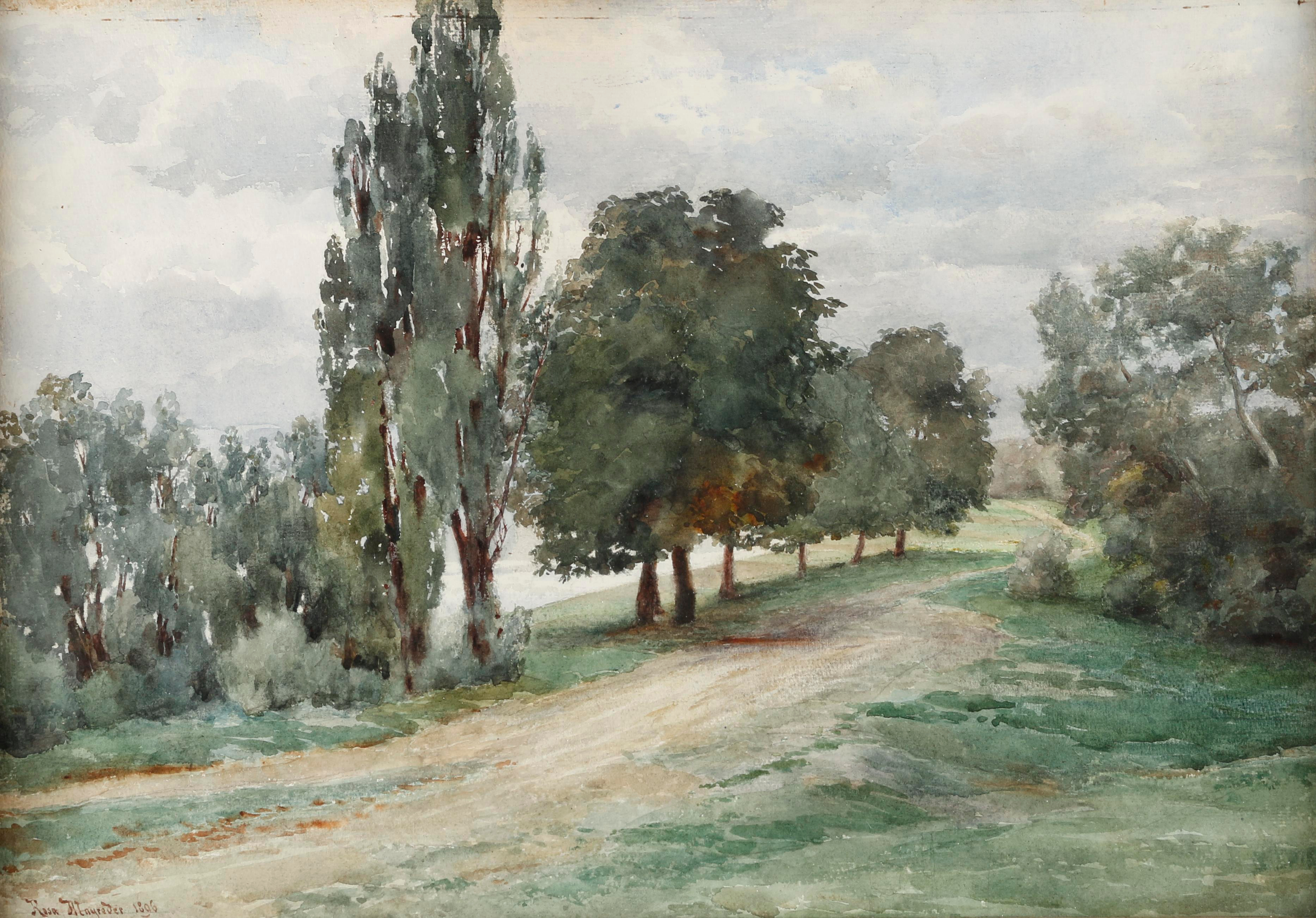
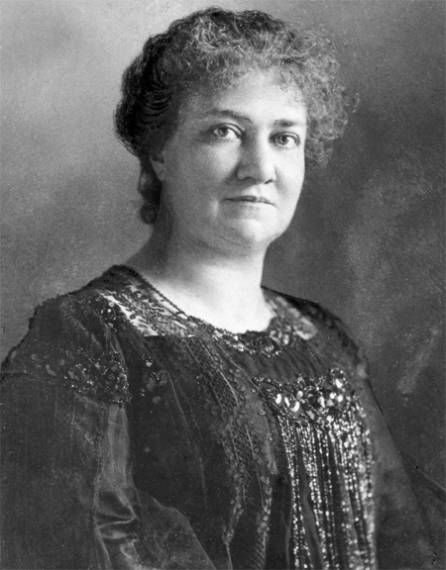
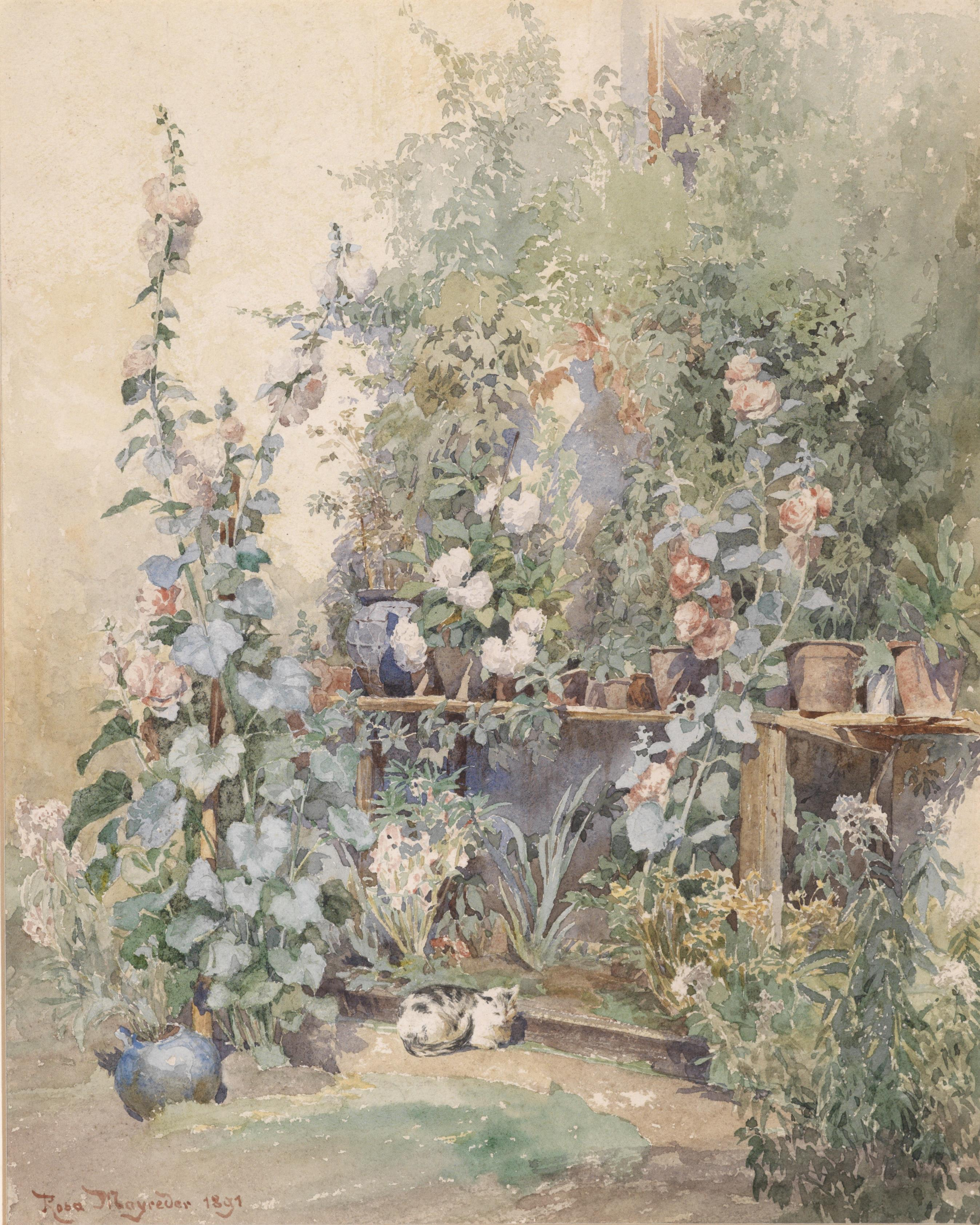
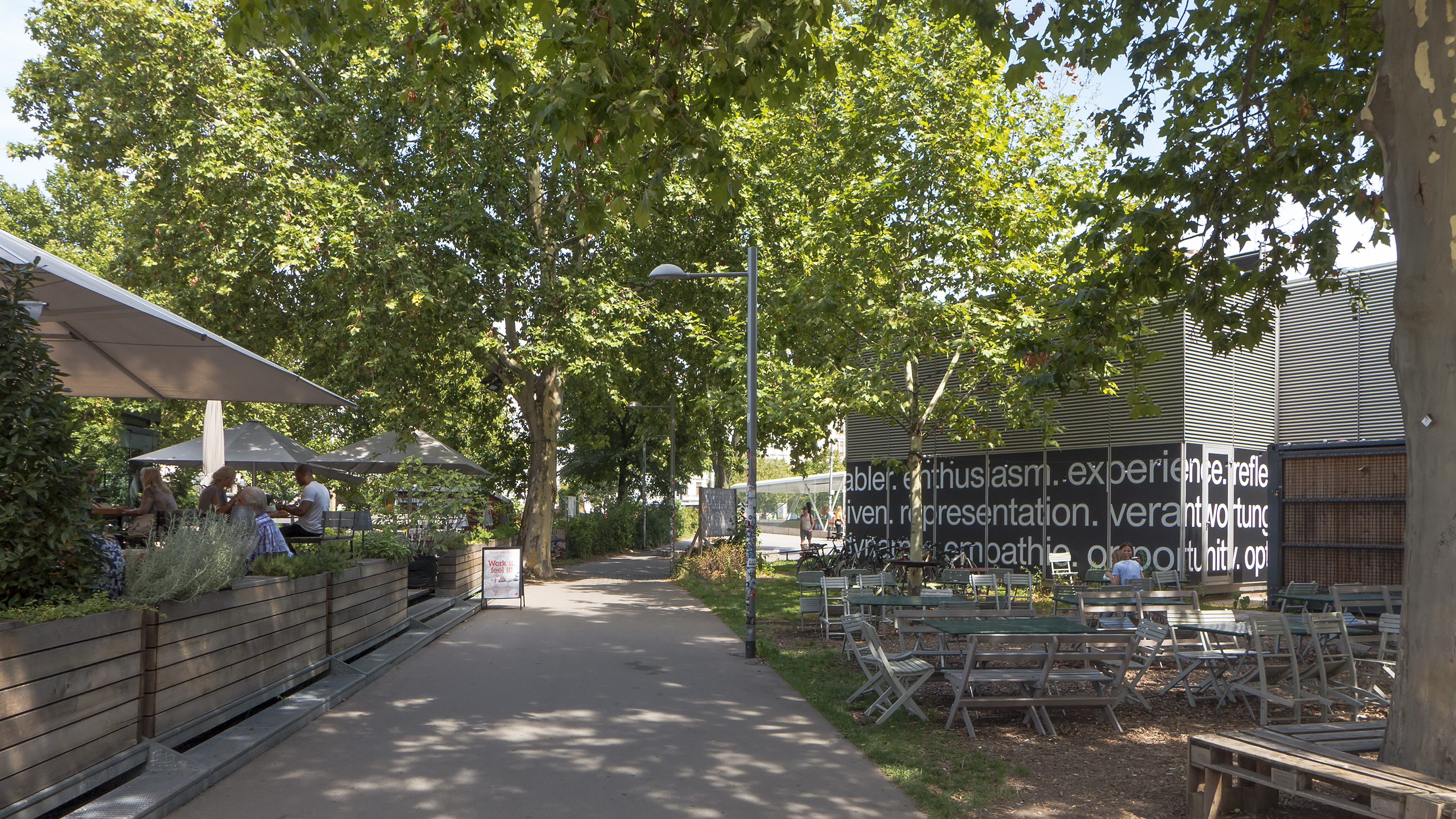